# Георг Міхаеліс
Георг Міхаеліс (нім. Georg Michaelis; 8 вересня 1857, Хойнув, Сілезія — 24 липня 1936, Бад-Заров) — німецький юрист і політичний діяч. З 14 липня по 31 жовтня 1917 року, протягом трьох з половиною місяців займав пост рейхсканцлера Німеччини і прем'єр-міністра Пруссії.

## Біографія
Георг Міхаеліс народився в сім'ї юристів. Вивчав юриспруденцію у Вроцлавському, Лейпцизькому і Вюрцбургському університетах. Захистивши диплом в Геттінгенському університеті, викладав в Школі німецьких юридичних наук в Токіо з 1885 по 1889 роки, був іноземним радником при японському уряді. Повернувшись до Німеччини, він вступив на державну службу і працював в юридичній та внутрішньої адміністративної службі Пруссії.
Міхаеліс брав активну участь у студентському русі Німеччини. У Бад-Зарові він організував студентський навчальний центр.
Під час Першої світової війни вищим військовим чинам Німеччини вдалося змістити з посади Теобальда Бетмана-Гольвега і привести до влади нікому не відомого юриста Георга Міхаеліса. Однак незабаром з'ясувалося, що Міхаеліс, який ніколи не брав участь у політичному житті, не справляється зі своєю новою роботою. У нього не склалися стосунки з рейхстагом, який вимагав проведення демократичних реформ. 31 жовтня 1917 року Міхаеліс пішов у відставку і відмовився від портфеля в новому кабінеті Георга фон Гертлінга.
Після відставки з поста рейхсканцлера з 1 квітня 1918 року по 31 березня 1919 року Міхаеліс займав пост президента прусської провінції Померанія.